# Tằng Kính Hoa
Tằng Kính Hoa (tiếng Trung: 曾敬驊; bính âm: Zēng Jìng Huá; sinh ngày 30 tháng 12 năm 1997) là diễn viên người Đài Loan đến từ Nghi Lan. Anh được biết đến với vai Birdy trong bộ phim đồng tính Cái tên khắc sâu trong tim người, hiện đang giữ kỉ lục phim LGBT có doanh thu cao nhất tại Đài Loan. Anh còn thủ vai Ngụy Trọng Đình trong bộ phim kinh dị Về trường, đã nhận giải đề cử "Diễn viên mới xuất sắc" tại Giải Kim Mã lần thứ 56.

## Danh sách phim

### Phim điện ảnh
| Năm phát sóng | Tựa đề phim                      | Vai diễn                             | Ghi chú   |
| ------------- | -------------------------------- | ------------------------------------ | --------- |
| 2019          | Detention                        | Ngụy Trọng Đình                      | Vai chính |
| 2020          | Cái tên khắc sâu trong tim người | Birdy Vương / Vương Bá Đức (lúc trẻ) | Vai chính |

### Phim truyền hình
| Năm phát sóng | Tựa tiếng Anh              | Tựa tiếng Việt                        | Vai diễn         | Ghi chú   |
| ------------- | -------------------------- | ------------------------------------- | ---------------- | --------- |
| 2020          | The Victims' Game          | Trò chơi nạn nhân                     | Phương Nghị Nhậm | Vai phụ   |
| 2020          | Workers                    | Người làm công                        | Lâm Tuấn Kiệt    | Vai phụ   |
| 2021          | Danger Zone                | Khu vực nguy hiểm                     | Lục Tề           | Khách mời |
| 2023          | Oh No! Here Comes Trouble  | Người thanh trừng chấp niệm bất lương | Bồ Nhất Vĩnh     | Vai chính |
| 2025          | I Am Married... But!       | Truyện cổ tích phần hai               | Lưu Văn Kiệt     | Vai phụ   |
| TBA           | Twenty Yuan Black Tea Shop |                                       |                  | Vai chính |

## Giải thưởng và đề cử
| Năm  | Giải thưởng             | Hạng mục               | Phim      | Vai diễn                 | Kết quả |
| ---- | ----------------------- | ---------------------- | --------- | ------------------------ | ------- |
| 2019 | Giải Kim Mã lần thứ 56  | Diễn viên mới xuất sắc | Detention | Ngụy Trọng Đình (魏仲廷) | Đề cử   |
| 2020 | 22nd Taipei Film Awards | Diễn viên nam xuất sắc | Detention | Ngụy Trọng Đình (魏仲廷) | Đề cử   |

## Liên kết
- Tằng Kính Hoa trên IMDb
- Tằng Kính Hoa trên Instagram
- 曾敬驊 trên Facebook